# Guben (Jinping)
Guben (chinesisch 固本乡, Pinyin Gùběn Xiāng) ist eine Gemeinde im Kreis Jinping des Autonomen Bezirks Qiandongnan in der Provinz Guizhou der Volksrepublik China. Der Gemeindecode ist 522628205. Die Bevölkerung beläuft sich bei einer Gemeindefläche von 67 km² auf etwa 12.500 Personen, die zu 97 % in der Landwirtschaft beschäftigt sind.
Zur Gemeinde gehören die dreizehn Dörfer Nanhe, Meile, Yaoli, Jiutao, Jin’e, Gaozhou, Wuweng, Kouwen, Kong’e, Wanlou, Dongzhuang, Bayi und Peiliang.